# Giorgio Pachimere
Giorgio Pachimere (in greco antico: Γεώργιος Παχυμέρης?; Nicea, 1242 – Costantinopoli, 1310 circa) è stato uno storico e scrittore bizantino.

## Biografia

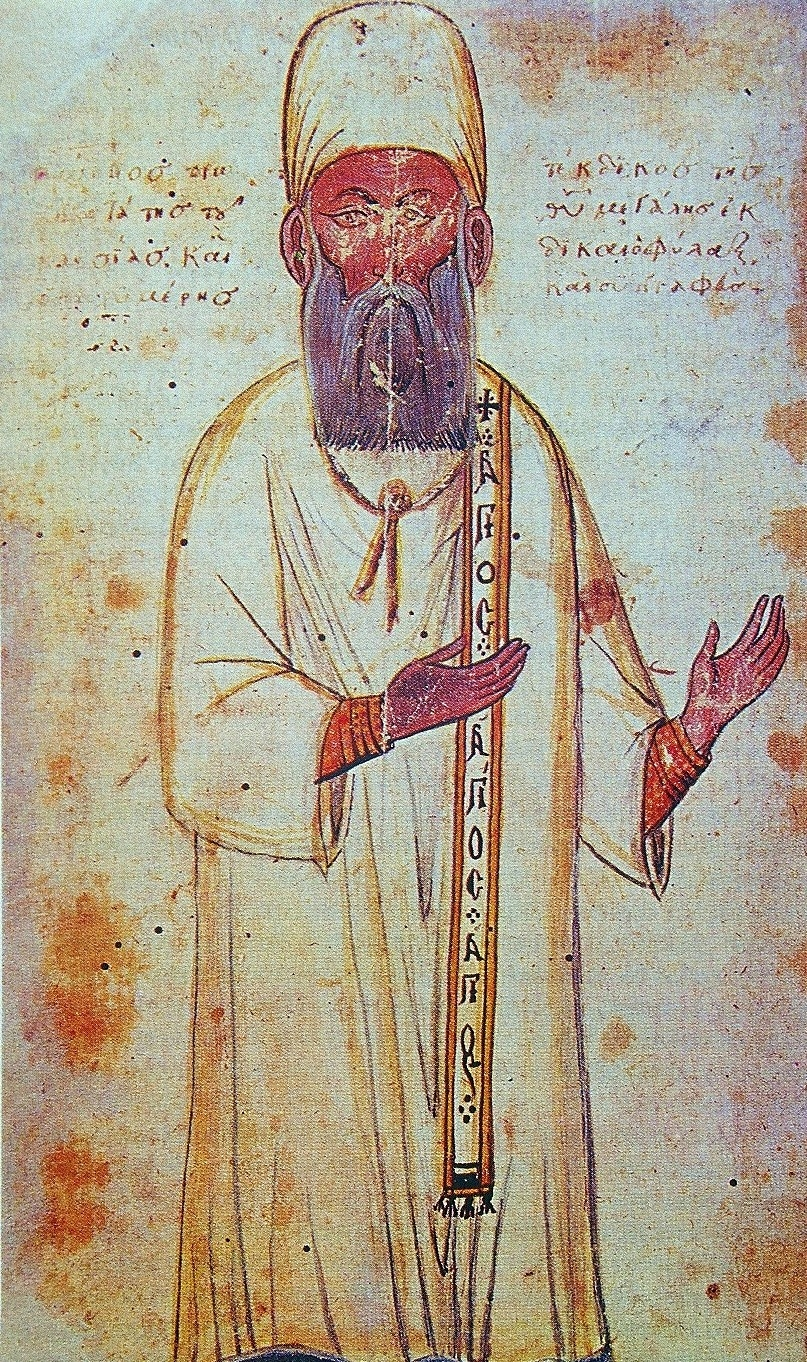
Giorgio Pachymeres in un suo manoscritto. Bayerische Staatsbibliothek, München

Nacque a Nicea, in Bitinia, dove suo padre si era rifugiato dopo la conquista di Costantinopoli ad opera dei Latini nel 1204. Quando i Crociati vennero espulsi da Bisanzio da Michele VIII Paleologo, Pachimere andò a vivere a Costantinopoli, dove studiò legge, entrò nella Chiesa, e di conseguenza divenne il maggiore sostenitore della Chiesa e il presidente della corte suprema di Bisanzio.
L'attività letteraria di Pachimere fu considerevole, essendo la sua opera più importante una Storia di Bisanzio in tredici libri (Συγγραφικῶν ἱστοριῶν βιβλία ιγ), in continuazione a quella di Giorgio Acropolite dal 1261 (o 1255) al 1308, contenendo la storia dei regni di Michele VIII e Andronico II Paleologo.
Fu anche autore di esercizi retorici su temi sofistici; di un Quadrivium (aritmetica, musica, geometria, astronomia); un riassunto generale della filosofia aristotelica; una parafrasi dei discorsi e delle lettere dello Pseudo-Dionigi Areopagita; poemi, inclusa un'autobiografia; e la descrizione della piazza dell'Augustaion, e della colonna eretta da Giustiniano nella chiesa di Santa Sophia per commemorare le sue vittorie sui Persiani Sasanidi.

## Edizioni

### Edizioni dellaStoria
- (GRC, LA)  Georgii Pachymeris, Andronicus Palaeologus, sive Historia rerum ab Andronico Seniore in imperio gestarum ad annum ejus aetatis undequinquagesimum e bibliotheca Barberina interprete Petro Possino e Soc. Iesu, libri tres, typis Barberinis excudente Fabio De Falco, Romae 1669
- (GRC, LA) Georgius Pachymeres, De Michaele et Andronico Palaeologis libri tredecim, a cura di Immanuel Bekkerus, 2 voll. (I; II), Bonnae, impensis Ed. Weberi, 1835 (Corpus scriptorum historiae Byzantinae).
- (GRC)  Georgiou tou Pachymere ta euriskomena panta, in Patrologia Graeca, voll. 143 e 144;
- (GRC, FR) Georges Pachymérès, Relations historiques, a cura di Albert Failler, traduzione di †Vitalien Laurent e Albert Failler, 5 voll., Paris, Les Belles Lettres, [poi] Institut français d'études byzantines, 1984-2000, ISBN 2-251-32230-2 (Corpus fontium historiae Byzantinae, 24).
- La version breve des Relations historiques de Georges Pachymeres, edition du texte grec et commentaire par Albert Failler, Institut francais d'etudes byzantines, 3 voll., Paris 2001-2004
- (EN) Nathan Cassidy, tesi di laurea (PhD) nella biblioteca dell'University of Western Australia (traduzione in inglese con commenti dei Libri I e II, fino alla riconquista di Costantinopoli nel 1261).

### Edizioni di opere minori
- Georgij Pachymerii, In universam Aristotelis disserendi artem epitome Ioanne Baptista Rasario interprete, apud Hieronymum Scotum, Venetiis 1545
- Quadrivium de Georges Pachymère, ou Syntagma tōn tessarōn mathēmatōn, arithmētikēs, mousikēs, geōmetrias kai astronomias, a cura di P. Tannery; texte revisé et établi par E. Stéphanou, Biblioteca apostolica Vaticana, Città del Vaticano 1940.
- Georgios Pachymeres, Kommentar zur Metaphysik des Aristoteles, einleitung, text, indices von Eleni Pappa, Athenai 2002
- Georgios Pachymeres, Ta Ethika, etoi ta Nikomacheia, prolegomena, keimeno, eyreteria ypo Konstatinou Oikonomakou, Athenai 2005